# Жамбылский сельский округ (Байдибекский район)
Жамбылский  сельский округ — административно-территориальное образование в Байдибекском районе Южно-Казахстанской области.

## Население
Население — 3056 человек (2009; 3346 в 1999).

## Административное устройство
1. село Жамбыл
2. село Жузумдик
3. село Кызылжар
4. село Таскудук
5. село Шыбыт